# Эккерман, Яков Кристоф Рудольф
Яков Кристоф Рудольф Эккерман (нем. Jacob Christoph Rudolph Eckermann; 6 сентября 1754, Ведендорф — 6 мая 1837, Киль, Гольштейн-Глюкштадт) — немецкий лютеранский богослов и педагог, проработавший более полувека в Кильском университете.

## Биография
Яков Кристоф Рудольф Эккерман родился 6 сентября 1754 года в деревне Ведендорф, в земле Мекленбург-Шверин; его отец был главным инспектором тринадцати имений Бернсторфа. Мать научила его читать в очень раннем возрасте, а латинский язык он выучил  под руководством репетитора и уже в трёхлетнем возрасте мог её понимать и сносно объясняться на латыни. 

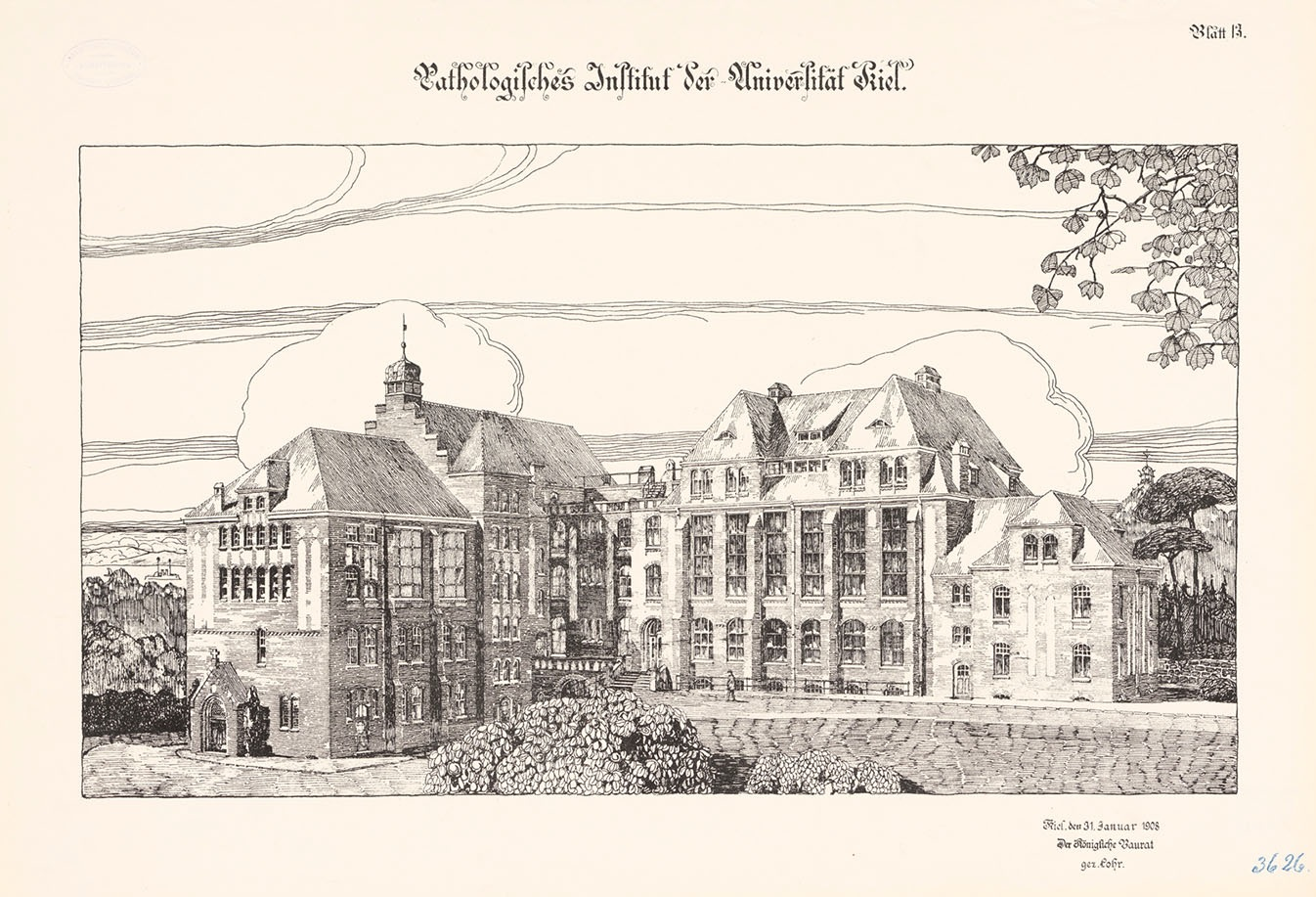
Кильский университет
в начале XX века

Получив необходимое образование Эккерманн с 1775 года работал учителем в средней школе города Ойтина.
В 1782 году, при посредничестве тогдашнего канцлера Иоганна Андреаса Крамера, он был назначен профессором богословия Кильского университета (сменив на кафедре недавно умершего Иоганна Вильгельма Фюрмана). В Киле он проработал до самой своей кончины; читал лекции по грамматике иврита, халдейскому, арабскому и сирийскому языкам, догматике, христианской морали, истории церкви, гомилетике, катехизации, а также греческим и латинским писателям, например, о платонических диалогах Пиндара и Ливия.
В 1783 году философским факультетом ему была присвоена степень доктора философии, а в 1784 году - степень доктора богословия.
В 1816 году он был назначен в Датский королевский церковный совет (см. Церковь Дании) в звании этатрата (высшего государственного чиновника).
Яков Кристоф Рудольф Эккерман умер 6 мая 1837 года в городе Киле.
Одним из его сыновей был немецкий протестантский пастор Адольф Генрих Эккерман (1778—1850).